# Teemu Laine
Teemu Laine (* 9. August 1982 in Helsinki) ist ein ehemaliger finnischer Eishockeyspieler, der über viele Jahre für Jokerit und Tappara Tampere in der finnischen Liiga, HV71 in der Svenska Hockeyligan sowie für den HK Dinamo Minsk und HK Donbass Donezk in der Kontinentalen Hockey-Liga aktiv war.

## Karriere
Teemu Laine begann seine Karriere in der Jugend von Jokerit Helsinki, für die er in der Saison 1999/2000 sein Debüt in der SM-liiga gab. Anschließend wurde er im NHL Entry Draft 2000 in der zweiten Runde als insgesamt 39. Spieler von den New Jersey Devils ausgewählt, für die er allerdings nie spielte. Mit Jokerit wurde der Angreifer in der Saison 2001/02 erstmals Finnischer Meister. Ein Jahr später gewann er mit seiner Mannschaft den IIHF Continental Cup. Im Sommer 2004 wechselte Laine zu Jokerits Ligarivalen Tappara Tampere, für die er weitere drei Jahre in der SM-liiga aktiv war. Nach einer Spielzeit bei TPS Turku unterschrieb der Finne vor der Saison 2008/09 einen Vertrag in der schwedischen Elitserien beim amtierenden Meister HV71, mit dem er anschließend in der Finalserie dem Färjestad BK unterlag.
In der Saison 2009/10 erreichte er mit dem HV71 das Finale der Elitserien-Playoffs und besiegte in diesem Djurgårdens IF mit 4:2. Dabei erzielte Laine das spiel- und serienentscheidende Tor in der Verlängerung der sechsten Partie des Finales. Insgesamt trug er zum Meisterschaftsgewinn 29 Scorerpunkte in der Hauptrunde und weitere 13 Punkte in den Playoffs bei.
Im Mai 2011 wurde Laine vom HK Dinamo Minsk aus der Kontinentalen Hockey-Liga verpflichtet und absolvierte in den folgenden zwei Spieljahren über 100 KHL-Partien für den Klub. Nach Auslaufen seines Vertrages im Frühling 2013 wurde er vom HK Donbass Donezk verpflichtet, für den er weitere 54 KHL-Partien bestritt. Aufgrund der Krise in der Ukraine 2014 zog sich der HK Donbass vom Spielbetrieb zurück und Laine kehrte im September 2014 zum HV71 zurück.

### International
Für Finnland nahm Laine an der U18-Junioren-Weltmeisterschaft 2000 sowie der U20-Junioren-Weltmeisterschaft im selben Jahr teil. Bei der U18-Weltmeisterschaft gewann er mit seiner Mannschaft die Goldmedaille.

## Erfolge und Auszeichnungen
- 2000 Goldmedaille bei der U18-Junioren-Weltmeisterschaft
- 2002 Finnischer Meister mit Jokerit Helsinki
- 2003 IIHF-Continental-Cup-Gewinn mit Jokerit Helsinki
- 2009 Schwedischer Vizemeister mit HV71
- 2010 Schwedischer Meister mit HV71
- 2017 Schwedischer Meister mit HV71